# Pierre Subleyras

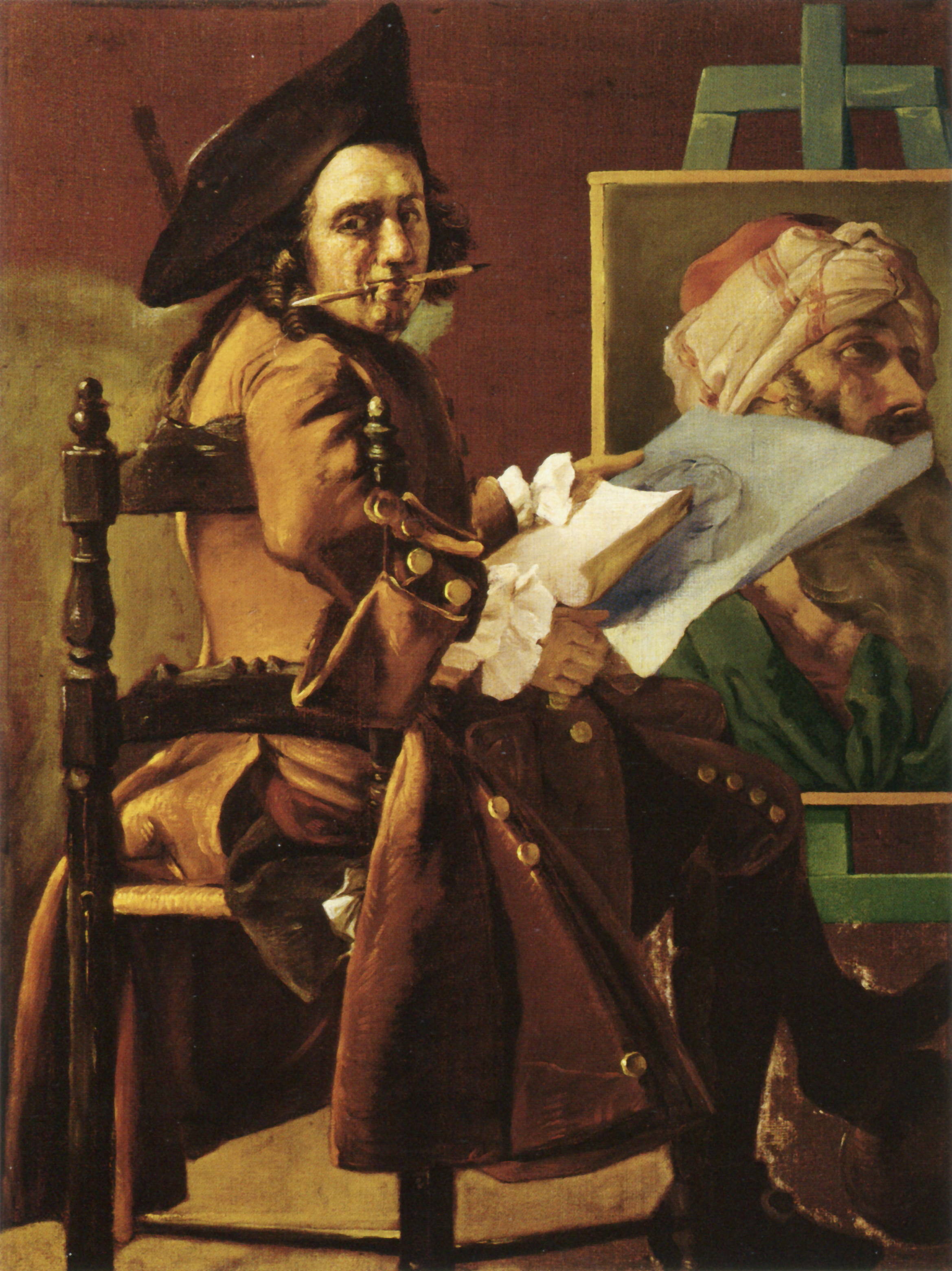
Selbstporträt von Pierre Subleyras im Jahr 1746.

Pierre Subleyras (* 25. November 1699 in Saint-Gilles du Gard; † 28. Mai 1749 in Rom) war ein französischer Maler des Spätbarock und des klassizistischen Barock.

## Leben
Subleyras wuchs in Uzès als Sohn eines Malers auf, der Arbeiten an der Kathedrale von Uzès und in den Häusern reicher Bürger der Stadt ausführte. Zunächst vom Vater in der Malkunst unterwiesen, erhielt er zwischen 1714 und 1716 Unterricht bei Antoine Rivalz (1667–1735) in Toulouse. Bald arbeitete er eng mit seinem Lehrer zusammen und bekam auch eigene Aufträge für Porträts. Zusammen mit Rivalz begann er im Auftrag einer örtlichen Bruderschaft, eine Kapelle mit einem 15-teiligen Bilderzyklus auszumalen, der aber nie vollendet wurde.
Ab 1726 lebte er in Paris, wurde Schüler der Académie royale de peinture et de sculpture, wo er 1727 den Prix de Rome gewann. Nach seiner Ankunft in Rom wurde er von Nicolas Vleughels, dem Leiter der Académie de France à Rome gefördert, der ihm zahlungskräftige Auftraggeber vermitteln konnte. Zu seinen Mäzenen gehörten eine Prinzessin aus dem Haus Pamphilj und der Duc de Saint-Aignan.
1739 heiratete er die Miniaturmalerin Maria Felicita Tibaldi, Tochter des Komponisten Giovanni Battista Tibaldi und Mitglied der römischen Accademia di San Luca.
Von 1740 bis zu seinem Tod gehörte er zu den angesehensten und meistbeschäftigten Malern Roms. Die Überlastung durch die vielen Aufträge verschlimmerte sein Lungenleiden, das auch durch einen Kuraufenthalt in Neapel nicht geheilt werden konnte. Subleyras starb im Alter von knapp 50 Jahren im Hospital Santo Spirito in Sassia in Rom.

## Werk

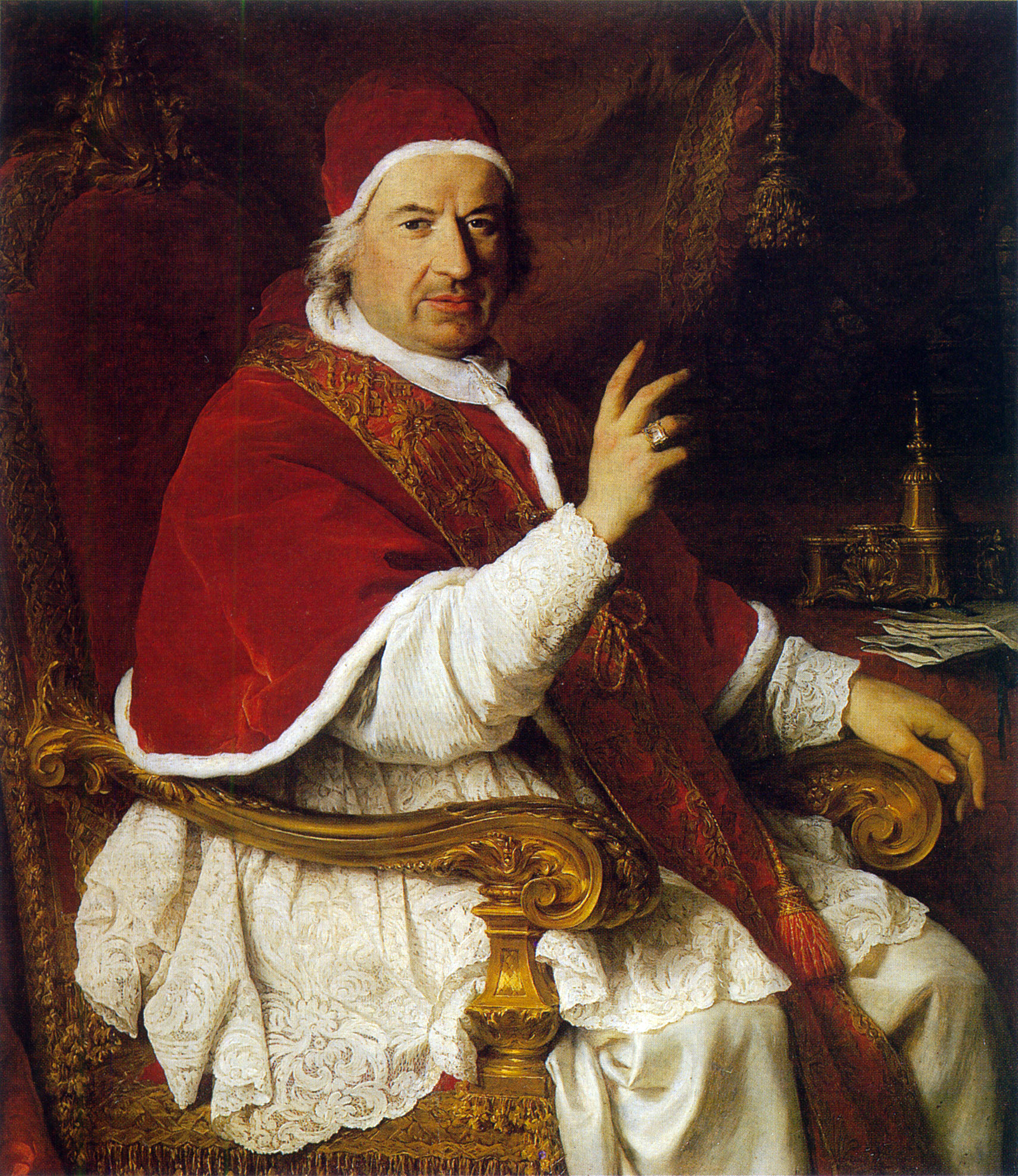
Benedikt XIV., Musée Condé

Subleyras war in Rom ein geschätzter und vielbeschäftigter Maler, dessen Ruf sich außer auf seine Porträts vor allem auf religiöse, mythologische und Historienbilder gründete. So porträtierte er u. a. Papst Benedikt XIV. und den Kurfürsten Friedrich-Christian von Sachsen.

### Gemälde
Seit den 1740er-Jahren erhielt Subleyras Aufträge für große Altarbilder, so für die Kathedrale St. Étienne in Toulouse, zwei Bilder für die Kirche „SS. Cosma e Damiano“ in Mailand und für die Olivetanerkirche „San Pietro“ in Perugia.
Subleyras illustrierte im Auftrag von Saint-Aignan, dem französischen Botschafter in Rom, vier Fabeln von Jean de Lafontaine und zwei Novellen aus Boccaccios Decamerone mit mehreren eigenhändigen Repliken, die schon zu seinen Lebzeiten bei Sammlern sehr begehrt waren. Verbreitet wurden sie durch Reproduktionen, die von Jean-Baptiste Pierre zwischen 1735 und 1740 in Kupfer gestochen wurden.
Für Benedikt malte er zwei großformatige Gemälde Die mystische Hochzeit der Hl. Katharina und die Verzückung der Hl. Camilla für die päpstlichen Gemächer.
Kardinal Valenti Gonzaga beauftragte ihn mit einer Basiliusmesse für den Petersdom. Die Fertigstellung des Gemäldes verzögerte sich, da Subleyras wegen seiner angeschlagenen Gesundheit auf ärztlichen Rat nach Neapel reiste. Nach Rückkehr Subleyras aus Neapel wurde dieses Bild als eines seiner letzten Bilder vollendet, von Auftraggeber und der Bevölkerung aufs höchste bewundert, so dass wochenlang Prozessionen von Bewunderern an dem Bild vorbeizogen. Der Papst ließ das Bild in Mosaik ausführen – eine Ehre, die nur wenigen Malern zuteilwurde.

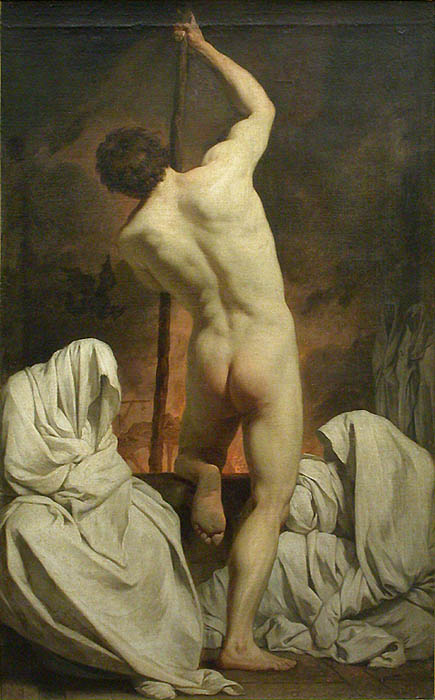
Charon, um 1735, Louvre
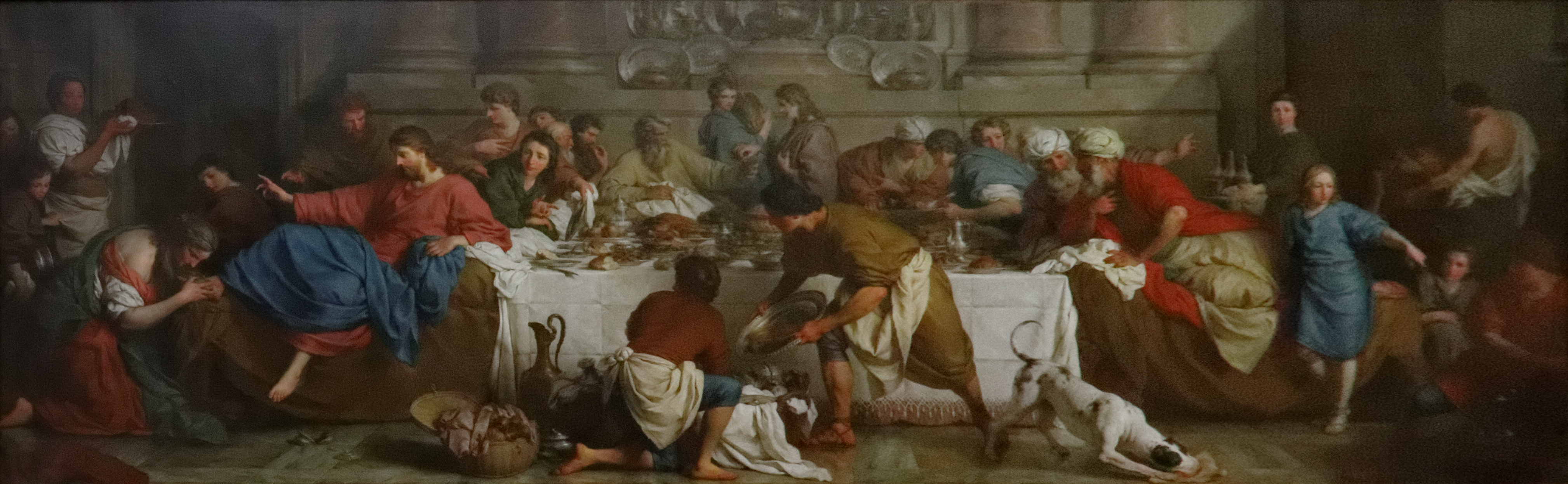
Gastmahl im Hause des Simon, 1737, Louvre
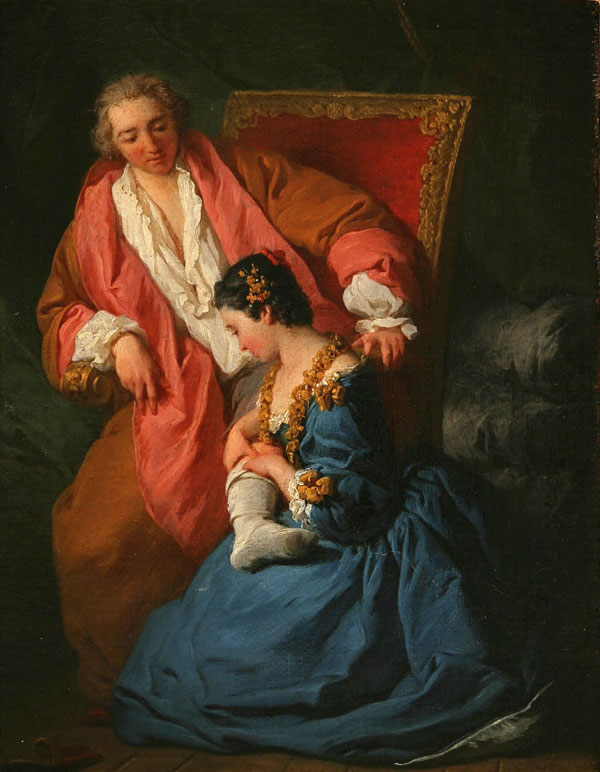
Die verliebte Kurtisane, Louvre
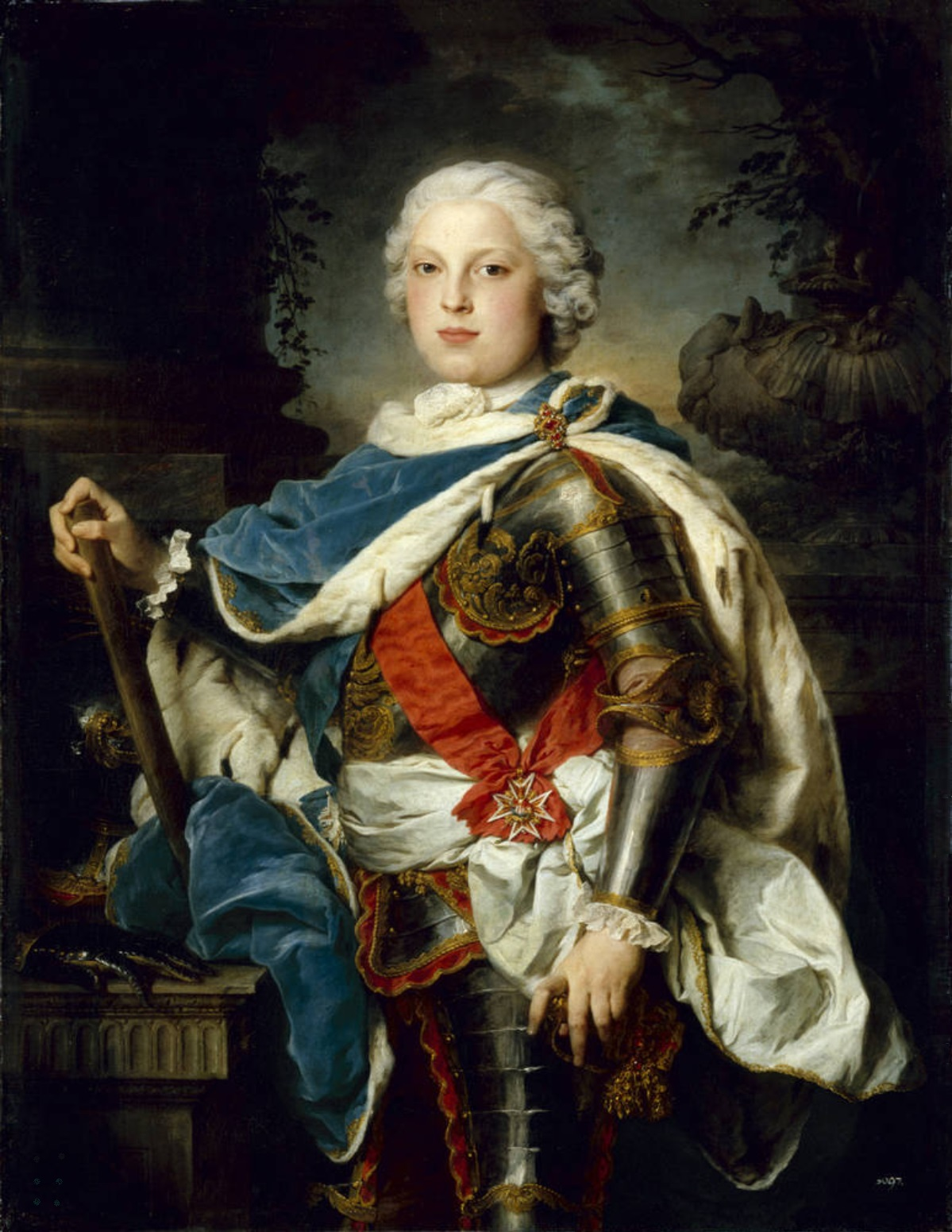
Kurfürst Friedrich Christian von Sachsen, 1739

### Zeichnungen
Von Subleyras sind viele Zeichnungen und Studien erhalten, von denen über 70 heute im Louvre aufbewahrt werden.